# NGC 1736
NGC 1736 (другое обозначение — ESO 56-EN16) — эмиссионная туманность в созвездии Золотой Рыбы, расположенная в Большом Магеллановом Облаке. Открыта Джоном Гершелем в 1836 году. Описание Дрейера: «яркий объект круглой формы, пёстрый, но детали неразличимы». Возраст туманности составляет 2 миллиона лет, металличность — около −1,7.
Этот объект входит в число перечисленных в оригинальной редакции «Нового общего каталога».